# 이진연
이진연(李震淵, 1932년 2월 28일~2009년 1월 12일)은 대한민국의 정치인이다. 제9·10·12대 국회의원을 역임했다. 

## 역대 선거 결과
|  | 48.09% |

|  | 24.29% |

|  | 26.75% |

|  | 19.38% |

|  | 23.20% |

|  | 4.01% |